# New Boston-Morea
New Boston-Morea es un lugar designado por el censo ubicado en el condado de Schuylkill en el estado estadounidense de Pensilvania. En el año 2000 tenía una población de 441 habitantes y una densidad poblacional de 367.5 personas por km².

## Geografía
New Boston-Morea se encuentra ubicado en las coordenadas 40°47′28″N 76°10′3″O / 40.79111, -76.16750.

## Demografía
Según la Oficina del Censo en 2000 los ingresos medios por hogar en la localidad eran de $32,054 y los ingresos medios por familia eran $38,462. Los hombres tenían unos ingresos medios de $26,818 frente a los $21,250 para las mujeres. La renta per cápita para la localidad era de $15,243. Alrededor del 9.9% de la población estaba por debajo del umbral de pobreza.